# Felice Bertola
Felice Bertola (Gottasecca, 1º gennaio 1944) è un pallonista italiano.
È il pallonista più vincente nella storia della pallapugno professionale, quindi diversi esperti lo considerano il più forte giocatore di sempre. Bertola nacque in un paese situato in una zona dove notevole è la tradizione atletica della pallapugno, quindi si dedicò a questa disciplina fin dall'età infantile. L'atleta vinse i titoli italiani in diverse squadre dal 1963 al 1967 poi dal 1969 al 1972 ancora nel 1975 poi dal 1977 al 1979 ancora nel 1984 e 1986.
Bertola è sempre chiamato il campionissimo da molti appassionati e, dopo le sue tante vittorie, ha messo la sua esperienza a disposizione della Federazione di Pallapugno impegnandosi in organizzazioni di eventi e competizioni pallonistiche. Nel 2006 fu tedoforo trasportando la fiamma olimpica per i XX Giochi olimpici invernali di Torino.

## Statistiche
- 14 titoli italiani vinti, dei quali
  - 12 in ruolo di battitore
  - 2 in ruolo di spalla